# Mistřice
Mistřice är en ort i Tjeckien.   Den ligger i distriktet Okres Uherské Hradiště och regionen Zlín, i den östra delen av landet, 250 km sydost om huvudstaden Prag. Mistřice ligger 250 meter över havet och antalet invånare är 1 169.
Terrängen runt Mistřice är lite kuperad, och sluttar västerut. Runt Mistřice är det ganska tätbefolkat, med 111 invånare per kvadratkilometer. Närmaste större samhälle är Uherské Hradiště, 5,9 km väster om Mistřice. Trakten runt Mistřice består till största delen av jordbruksmark.